# Спас (козацький човен)
«Спас» — козацький човен, який почали будувати в 2003 році у селі Раковець Львівської області.

## Історія
Був спущений на воду 2006 року на озері поблизу Яворова. У липні 2006 року — в Севастополі на Чорному морі.

## Основні характеристики човна
Конструкція човна відповідала кресленням XVII—XVIII століть, що зберігаються у Санкт-Петербурзькому архіві. Човен було побудовано із модрини й дуба.
Довжина човна 20 метрів, ширина — 3,8 м, осада — 1,2 м. Висота щогли — 14 метрів. Площа вітрила — 80 квадратних метрів. Чайка обладнана вітрилами й мотором, екіпаж — до 14 чоловік.
По суті «Спас» — модернізований варіант стародавньої «чайки» українських козаків. На човні встановлений дизельний двигун «Перкинс» потужністю 80 кінських сил. Середня швидкість — 6 миль на годину. На «Спасі» встановлено шість бронзових гармат.

## Походи
- У травні 2007 року чайка зробила перший великий морський похід. Козаки ходили в Грузію, де брали участь у святкуванні Дня незалежності цієї країни.
- У червні 2007 року «Спас» був учасником святкувань із приводу 15-річчя Військово-морських сил України. Тоді ж на «Спасі» гостював Президент України Віктор Ющенко.

## Аварія човна
У ніч на 12 серпня 2011 року на лівому березі Дніпра навпроти Херсона козацький човен «Спас» зарився кормовою частиною, у якій розміщено двигун, під кутом близько 45 градусів у мул, але палуба човна не пішла під воду. Навколо місця аварії утворилася нафтова пляма розміром 30 на 40 метрів, яку огородили ботами і обробили сорбентом. Для проведення рятувальних робіт викликали плавучий кран з Очакова Миколаївської області та спеціально навчених водолазів. Одна з версій аварії — тріщина в корпусі судна, який виготовлений із натуральної деревини. Козацьку чайку підняли на поверхню і відремонтували, що коштувало понад 2 тисячі доларів.